# Свободный порт Владивосток
Свобо́дный порт Владивосто́к — порто-франко (портовая зона, пользующаяся особыми режимами таможенного, налогового, инвестиционного и смежного регулирования), получивший свой статус с 12 октября 2015 года.

## Назначение
Проект направлен на расширение трансграничной торговли, развитие транспортной инфраструктуры и включение Приморского края в глобальные транспортные маршруты, а также на привлечение инвестиций, создание сети логистических центров с особыми условиями транспортировки, хранения и частичной переработки грузов, на организацию несырьевых экспорт ориентированных производств и увеличение производств с высокой добавленной стоимостью.

## География
К территории Свободного порта Владивосток относятся все ключевые порты юга Дальнего Востока от Зарубино до Находки, а также аэропорт «Кневичи». Новый экономический режим будет создан на территории 15 муниципальных образований Приморского края: Артемовского городского округа, Владивостокского городского округа, городского округа Большой Камень, Находкинского городского округа, Партизанского городского округа, городского округа Спасск-Дальний, Уссурийского городского округа, Надеждинского муниципального района, Октябрьского муниципального района, Ольгинского муниципального района, Партизанского муниципального района, Пограничного муниципального района, Ханкайского муниципального района, Хасанского муниципального района, Шкотовского муниципального района, в том числе территории и акватории морских портов, расположенных на территориях этих муниципальных образований.
При этом нужно учитывать, что к Свободному порту Владивосток не относятся территории, на которых созданы особая экономическая зона, зона территориального развития или территория опережающего социально-экономического развития.
В зону действия Свободного порта входят перспективные крупные международные транспортные коридоры, такие как «Приморье-1» (Харбин — Суйфэньхэ — Гродеково — порты Владивосток, Находка, Восточный — порты АТР) и «Приморье-2» (Чанчунь — Цзилинь — Хуньчунь — Махалино — Посьет — Зарубино — порты АТР). Их реализация позволит получить значимый экономический эффект для региона за счет обеспечения транзита грузов из Северо-Восточных провинций Китая в порты Приморья с последующей отгрузкой на суда в адрес стран Азиатско-Тихоокеанского региона.

### Международный транспортный коридор «Приморье-1»
Транспортный коридор «Приморье-1» уже начал свою работу. Он будет служить для грузоперевозок из Китая через Владивосток, соединяет пограничную китайскую ж/д станцию Суйфэньхэ с контейнерным терминалом «Восточной стивидорной компании» в порту Восточный. От основных китайских грузоотправителей региона до порта длина этого маршрута составляет 500 км. Альтернативный маршрут через порт Далянь в Китае составляет 1,3 тысяч км. К транспортному коридору примыкает автотрасса Уссурийск-Пограничный-Госграница. Он также имеет выходы на порты Находка и Владивосток. Этот маршрут обеспечивает оптимальный транзит контейнеров из Китая в Японию, США и Южную Корею. По прогнозам, к 2025 году объем внешней торговли между Приморьем и провинцией Хэйлунцзян и внутренних перевозок по МТК «Приморье-1» составит около 80 млн тонн грузов в год, включая зерно, контейнеры, генеральные грузы и другие. На реализацию проекта «Приморье-1» требуется 172 млрд рублей.

### Международный транспортный коридор «Приморье-2»
Коридор «Приморье-2» связывает китайскую провинцию Цзилинь и приморские порты Зарубино, Славянка и Посьет. Здесь будут обрабатываться товары из Северо-Восточных провинций Китая и перегружаться контейнеровозы по пути до грузополучателей всего мира. По прогнозам, к 2025 году объем внешней торговли с провинцией Цзилинь и внутренних перевозок края через порт Зарубино по МТК «Приморье-2» составит около 90 млн тонн в год. На реализацию проекта «Приморье-2» требуется около 30 млрд рублей.
В Славянке уже начал функционировать контейнерный терминал, где перегрузочные работы осуществляются без швартовки судов к причалу — прямо на рейде. В порту Зарубино реализуется другой крупный проект — «Большой порт Зарубино». Первая очередь проекта будет запущена в 2018 году и обеспечит перевалку 500 тысяч TEUs в год, 10 миллион тонн зерна, а также будут обрабатываться грузы на универсальном морском терминале и приниматься пассажирские суда. Проектом также предусмотрено строительство глиноземного, Ro-Ro и пассажирского терминалов. Предположительно порт на 60 % будет обеспечен грузами из северных регионов Китая, 30 % — дадут экспортные грузы в страны АТР, а 10 % — экспортно-импортные операции отечественных компаний.

### Расширение территории Свободного порта Владивосток
Сразу после вступления в силу закона о Свободном порте Владивосток пошла речь о расширении режима свободного порта на ключевые дальневосточные порты.
Губернатор Камчатского края Владимир Илюхин предложил распространить режим Свободного порта на Петропавловский порт (г. Петропавловск-Камчатский). Кроме того, в соответствии с обсуждаемым законопроектом режим Свободного порта может быть распространён на базу подводных лодок Тихоокеанского флота в Вилючинске и аэропорт «Елизово» на Камчатке.
Правительство Сахалинской области предложило включить в зону действия Свободного порта Владивосток Корсаковский, Невельский и Холмский морские порты на Сахалине. Они также включены в законопроект о расширении зоны Свободного порта Владивосток.
В Хабаровском крае режим Свободного порта Владивосток может быть распространён на порты Ванино, Де-Кастри, Николаевск-на-Амуре, Охотск и Советская Гавань, в Чукотском автономном округе — на порты Беринговский, Певек, Провидения и Эгвекинот.
Глава Лазовского района Анатолий Кубарев, выступая на обсуждении закона о свободном порте, высказался за включение района в состав Свободного порта Владивосток, аргументируя это тем, что Лазовский район находится на стыке двух районов, на которые закон распространяется, — Партизанского и Ольгинского, и в районе функционирует порт Преображение.

## История и источники регулирования

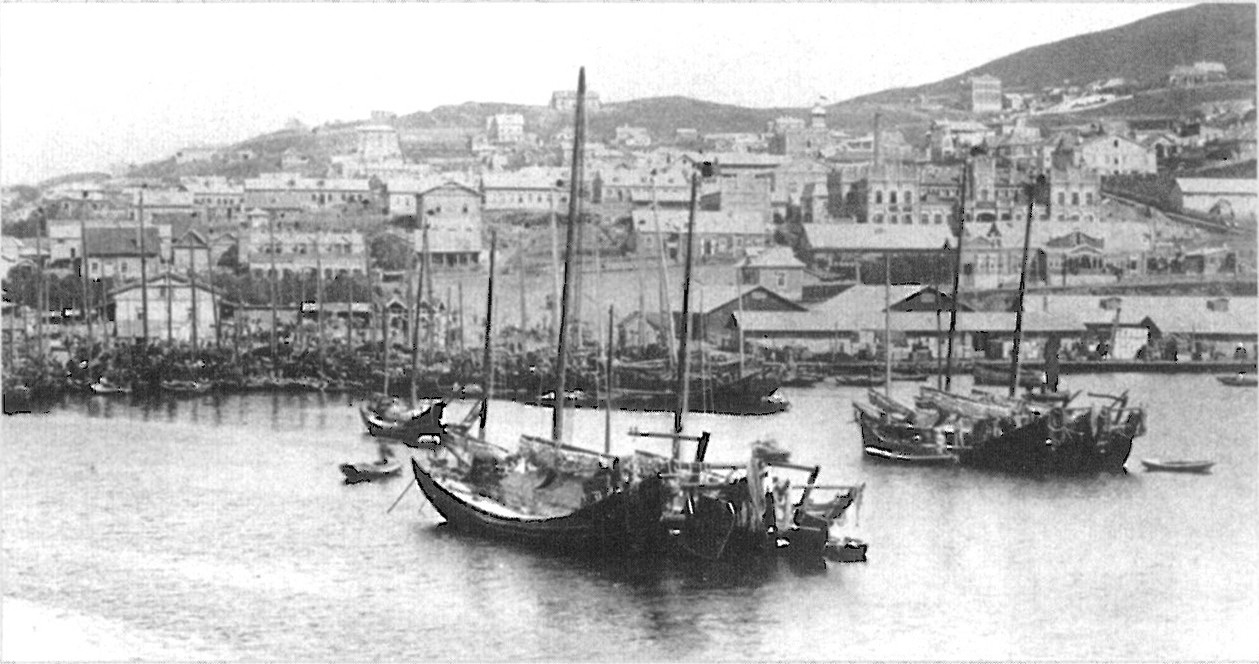
Порт Владивостока в начале XX века.

Впервые режим порто-франко во Владивостоке устанавливался и действовал в дореволюционной России в 1861—1909 годах. По постановлению СНК СССР от 24 декабря 1924 в порту была создана вольная гавань в виде отдельной вольной территории для транзитной торговли на полуострове Шкота, в районе мыса Эгершельда . После Великой Отечественной войны вплоть до 1992 года Владивосток был закрытым портом.
Возможность применения особых мер государственной поддержки и установления особого «порядка осуществления деятельности на территориях опережающего социально-экономического развития» была заложена в разработанном Минвостокразвития Федеральном законе от 29 декабря 2014 г. N 473-ФЗ.
Предложение предоставить Владивостоку статус Свободного порта с привлекательным, облегченным таможенным режимом было озвучено Президентом России Владимиром Путиным в Послании Федеральному Собранию в декабре 2014 года.
Федеральный закон № 212-ФЗ «О свободном порте Владивосток» подписан Президентом Российской Федерации 13 июля 2015 года и вступил в законную силу 12 октября 2015 года. Принятию закона предшествовало проведение широкомасштабных военных манёвров.

## Содержание особого режима

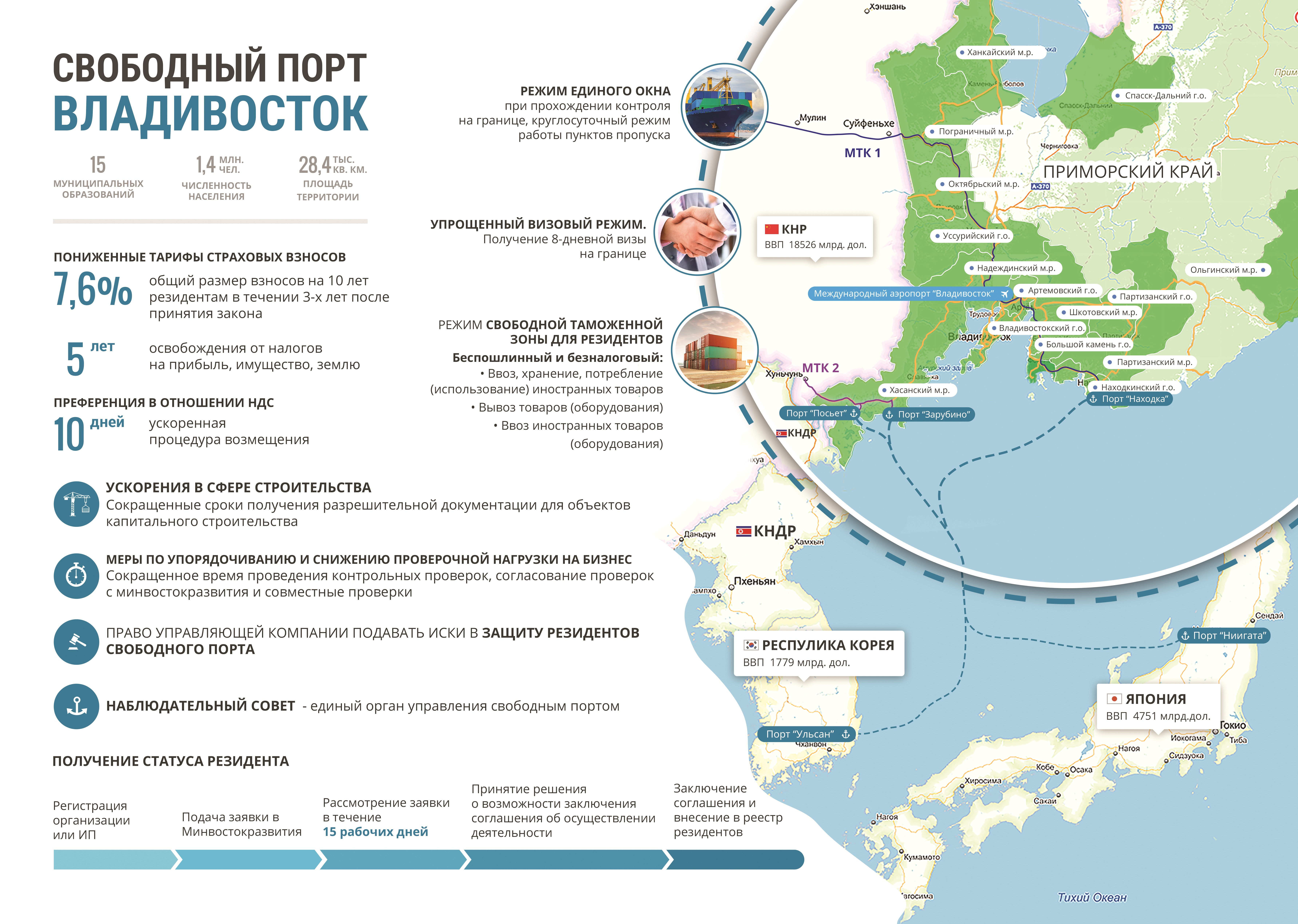

В Свободном порту Владивосток действует особый правовой режим осуществления предпринимательской и инвестиционной деятельности. Резиденты Свободного порта получают ряд преференций: налоговые льготы, упрощение таможенных и визовых процедур, максимальное снижение административных барьеров.
На входящих в состав Свободного порта территориях устанавливаются:
- облегченный визовый режим (получение 8-дневной въездной визы непосредственно на границе);
- современный и быстрый режим пересечения границы при осуществлении международной торговли;
- меры государственной поддержки предпринимателей в целях привлечения инвестиций в развитие транспортной инфраструктуры, создания и развития производств, ориентированных на выпуск конкурентоспособной на рынках АТР продукции;
- существенное сокращение сроков проведения фискальных проверок;
- проведение внеплановых проверок только по согласованию с Управляющей компанией территории опережающего развития;
- каникулы по налогу на прибыль организаций (ставка в течение первых 5 лет не превышает 5 %);
- пятилетние каникулы по налогу на имущество организаций и по земельному налогу;
- льготная ставка страховых взносов для инвестиционных проектов, реализуемых в течение первых 10 лет в размере 7,6 %, понижающий коэффициент по НДПИ и ускоренная процедура возмещения НДС;
- свободный порт — центр со свободной таможенной зоной, где можно будет хранить предметы роскоши, произведения искусства, антиквариат и осуществлять их продажную подготовку, включая демонстрацию товаров потенциальным покупателям.

## Критерии отбора резидентов
Для того, чтобы претендовать на статус резидента Свободного порта Владивосток, необходимо:
- наличие нового инвестиционного проекта либо нового вида деятельности компании;
- объём капитальных вложений не менее 5 млн рублей за срок не более трех лет со дня включения юридического лица или индивидуального предпринимателя в реестр резидентов.

При определении объема капиталовложений будут учитывать затраты на новое строительство, техническое перевооружение, модернизацию основных средств, реконструкцию зданий, приобретение машин, оборудования, но только произведённые после включения в реестр резидентов.

## Управление Свободным портом
Орган управления порто-франко в соответствии с законом — Наблюдательный совет, который осуществляет мониторинг экономических процессов на территории свободного порта, рассматривает и принимает меры для недопущения, устранения избыточного или необоснованного вмешательства контрольно-надзорных органов в деятельность резидентов свободного порта, координирует деятельность органов государственной власти и местного самоуправления по вопросам развития и функционирования свободного порта.
В состав Наблюдательного совета Свободного порта Владивосток входят:
- Юрий Трутнев — заместитель председателя Правительства, полпред Президента РФ в Дальневосточном федеральном округе
- Алексей Чекунков — министр РФ по развитию Дальнего Востока и Арктики
- Алексей Алешин — глава Федеральной службы по экологическому, технологическому и атомному надзору (Ростехнадзор)
- Анна Попова — руководитель Федеральной службы по надзору в сфере защиты прав потребителей и благополучия человека (Роспотребнадзор)
- Леонид Ставицкий — первый заместитель министра строительства и жилищно-коммунального хозяйства Российской Федерации
- Андрей Иванов — заместитель министра финансов РФ
- Александр Потапов — заместитель министра промышленности и торговли РФ
- Алексей Аверчук — заместитель руководителя Федеральной налоговой службы РФ
- Юрий Бородин — заместитель руководителя Федерального агентства по обустройству государственной границы РФ (Росграница)
- Руслан Давыдов — заместитель руководителя Федеральной таможенной службы РФ
- Анатолий Кузнецов — заместитель руководителя Федеральной миграционной службы РФ
- Евгений Непоклонов — заместитель руководителя Федеральной службы по ветеринарному и фитосанитарному надзору РФ (Россельхознадзор)
- Владимир Миклушевский — губернатор Приморского края
- Виктор Горчаков — председатель Законодательного собрания Приморского края
- Игорь Пушкарёв — мэр Владивостока

Такого органа, где за одним столом и федеральная, и региональная, и муниципальная власти, профсоюзы не занимаются перепиской, а оперативно решают вопросы, не было никогда.— прокомментировал глава Наблюдательного совета Юрий Трутнев (газета «Золотой Рог», 08.09.2015)
Кроме того, в Наблюдательный совет вошли главы Артемовского городского округа — Владимир Новиков, городского округа Большой Камень — Дмитрий Чернявский, Находкинского городского округа — Михаил Пилипенко, Партизанского городского округа — Александр Зражевский, городского округа Спасск-Дальний- Татьяна Труднева, Уссурийского городского округа — Николай Рудь, Надеждинского муниципального района — Алексей Губарев, Октябрьского муниципального района — Дмитрий Никифоров, Ольгинского муниципального района — Сергей Басок, Партизанского муниципального района — Константин Щербаков, Пограничного муниципального района — Николай Тодоров, Ханкайского муниципального района — Владимир Мищенко, Хасанского муниципального района — Сергей Овчинников, Шкотовского муниципального района — Виктор Михайлов, а также президент Конгресса промышленников и предпринимателей (работодателей) «Приморье» Роман Титков, и. о. главы Федерации профсоюзов Приморского края Владимир Исаков и врио генерального директора АО «Корпорация развития Дальнего Востока» Андрей Мищенко.
В соответствии с утвержденным регламентом, заседания Наблюдательного совета и публикация принятых решений проводятся на систематической основе, не реже одного раза в два месяца. Дату, время, место проведения заседания и повестку определяет Председатель Наблюдательного совета — вице-премьер Правительства России, полпред Президента России в ДФО Юрий Трутнев. Решения Наблюдательного совета являются обязательными для его членов, федеральных, региональных и муниципальных властей. Решения, принятые на заседаниях Наблюдательного совета Свободного порта Владивосток, публикуются на официальном портале Министерства Российской Федерации по развитию Дальнего Востока.

## Экономический прогноз
По предварительной оценке экспертов, в результате создания Свободного порта Владивосток ожидается существенный рост ВРП Приморского края — в 2,2 раза к 2025 году (до 1,4 трлн рублей) и в 3,4 раза к 2034 году (до 2,1 трлн рублей). Прирост ВРП Дальневосточного федерального округа к 2025 году может составить 1,97 трлн рублей. Количество вновь созданных рабочих мест оценивается в 84,7 тыс. человек — к 2021 году, 108 тыс. человек — к 2025 году, 468,5 тыс. человек — к 2034 году.